# باربرا جيل
باربرا جيل (بالإسبانية: Bárbara Gil)‏ هي ممثلة مكسيكية، ولدت في 24 مارس 1930 في غوادالاخارا في المكسيك، وتوفيت في 11 سبتمبر 2015 في مدينة مكسيكو في المكسيك بسبب نوبة قلبية.

## وصلات خارجية
- باربرا جيل على موقع IMDb (الإنجليزية)
- باربرا جيل على موقع أول موفي (الإنجليزية)
- باربرا جيل على موقع قاعدة بيانات الفيلم (الإنجليزية)
- باربرا جيل على موقع كينوبويسك (الروسية)